# Tibor Harsányi
Pour les articles homonymes, voir Harsányi.
Tibor Harsányi, né le 27 juin 1898 à Magyarkanizsa, aujourd'hui Kanjiža en Serbie, et mort le 19 septembre 1954 à Paris, est un compositeur français d’origine hongroise. 

## Biographie
Il fait ses études à Budapest auprès de Zoltán Kodály, puis se produit à Venise, Berlin et Amsterdam comme pianiste, chef d'orchestre et compositeur. Installé définitivement à Paris en 1923, il fait partie du groupe de l'École de Paris aux côtés de Bohuslav Martinů, Alexandre Tansman, Marcel Mihalovici, Alexandre Tcherepnine, Conrad Beck. Mêlant parfois au folklore hongrois des rythmes syncopés proches du jazz, sa musique, toujours colorée, est toutefois attachée à une certaine forme de classicisme.

## Œuvres
Harsányi laisse une œuvre importante aussi bien pour piano qu'en musique de chambre, musique orchestrale et concertante, ballets ou musique vocale (mélodies, opéras) ; celle-ci est, pour l'essentiel, à redécouvrir. L’histoire du petit tailleur (1937), une suite pour récitant, sept instruments (violon, violoncelle, flûte, clarinette, basson, trompette, piano) et percussions diverses, à partir d'un conte des frères Grimm, demeure sa composition la plus jouée et un succès de la littérature musicale pour enfants.